# Philippe Blanchart
Philippe R.S.Gh. Blanchart (Lobbes, 13 februari 1963 - 26 december 2019) was een Belgisch politicus voor de PS.

## Levensloop
Philippe Blanchart behaalde een regentaat elektromechanica. Hij was beroepshalve leraar elektromechanica, coördinator van een Centre d'Education et de Formation en Alternance en inspecteur in het hoger beroepssecundair onderwijs richting bouw. 
In 1994 werd hij verkozen tot gemeenteraadslid van Thuin. Van 2001 tot 2009 was hij er schepen en vanaf eind juli 2009 verving hij er Paul Furlan als burgemeester toen deze Waals minister werd, wat hij bleef tot in 2012. Van 2012 tot 2018 was hij OCMW-voorzitter van de stad. Bij de gemeenteraadsverkiezingen van 2018 stelde Blanchart zich geen kandidaat meer bij de gemeenteraadsverkiezingen van Thuin, om zich voltijds bezig te houden met zijn mandaat van parlementslid.
Op 25 juni 2009 verving hij Christian Dupont als lid van de Kamer van volksvertegenwoordigers voor de kieskring Henegouwen, een functie die hij bleef uitoefenen tot in 2019. Bij de verkiezingen van 2019 kreeg hij de onverkiesbare negende plaats op de PS-lijst voor het Waals Parlement in de kieskring Charleroi-Thuin. Door een hoog voorkeurstemmenaantal slaagde Blanchart er toch in om verkozen te geraken. Als Waals Parlementslid werd hij automatisch ook lid van het Parlement van de Franse Gemeenschap. Enkele maanden later, in december 2019, stierf hij aan een slepende ziekte.